# Marcia (Gattin des Atilius Regulus)
Marcia war laut der Überlieferung des römischen Dichters Silius Italicus die Gattin des zweimaligen Konsuls Marcus Atilius Regulus, der während des Ersten Punischen Kriegs 256 v. Chr. in karthagische Gefangenschaft geriet. Der Althistoriker Friedrich Münzer hält es für recht wahrscheinlich, dass der von Silius angegebene Name Marcia trotz mancher dichterischer Freiheit, die sich Silius sonst nahm, historisch ist. Trifft diese Annahme zu, so war Marcia möglicherweise eine Tochter des Konsuls von 281 v. Chr., Quintus Marcius Philippus. Mit ihrem Mann hatte Marcia zwei Söhne, darunter den, nach seinem Vater benannten, Marcus Atilius Regulus.
Laut dem griechisch-sizilischen Historiker Diodor soll Marcia nach dem Tod ihres Gatten in punischem Gewahrsam grausame Rache an zwei Karthagern genommen haben, die in Rom Atilius’ Wohlergehen hätten garantieren sollen. Demnach sei einer der beiden Karthager an der ihm zugefügten Tortur gestorben, der zweite namens Hamilkar nur durch den Umstand gerettet worden, dass die Volkstribunen rechtzeitig davon erfahren und eine bessere Behandlung des Gefangenen erzwungen hätten. Auch Aulus Gellius liefert eine der Darstellung Diodors ähnliche Erzählung, wobei er sich auf Gaius Sempronius Tuditanus als Quelle stützt.